# Matthias Lanzinger
Matthias Lanzinger (ur. 9 grudnia 1980 w Abtenau) – niepełnosprawny austriacki narciarz alpejski, wicemistrz świata juniorów w slalomie oraz dwukrotny medalista igrzysk paraolimpijskich.

## Kariera
Po raz pierwszy na arenie międzynarodowej pojawił się 22 sierpnia 1995 roku podczas zawodów FIS Race w Thredbo, gdzie zajął 30. miejsce w gigancie. W 2000 roku wystartował na mistrzostwach świata juniorów w Quebecu, zdobywając srebrny medal w slalomie. Zajął tam także ósme miejsce w zjeździe i dziewiąte w gigancie. Były to jego jedyne starty na imprezach tego cyklu.
W zawodach Pucharu Świata zadebiutował 28 listopada 2004 roku w Lake Louise, zajmując dwunaste miejsce w supergigancie. Tym samym już w swoim debiucie wywalczył pierwsze pucharowe punkty. Na podium zawodów tego cyklu jedyny raz stanął 1 grudnia 2005 roku w Beaver Creek, kończąc supergiganta na trzeciej pozycji. W zawodach tych wyprzedzili go jedynie jego rodak, Hannes Reichelt i Erik Guay z Kanady. Najlepsze wyniki osiągnął w sezonie 2005/2006, kiedy zajął 54. miejsce w klasyfikacji generalnej, a w klasyfikacji supergiganta był czternasty. Nie startował na mistrzostwach świata ani igrzyskach olimpijskich.
Podczas zawodów PŚ w supergigancie 2 marca 2008 roku w norweskim Kvitfjell stracił równowagę po jednym ze skoków, uderzył z całej siły w bramkę, a następnie nieprzytomny ześlizgnął się w dół aż do siatek ochronnych. Narciarz złamał kości piszczelową i strzałkową. Doznał też wstrząśnienia mózgu. Pomimo dwóch operacji lekarzom norweskim nie udało się przywrócić krwiobiegu w nodze. Pogorszenie się ogólnego stanu jego zdrowia i ryzyko utraty życia sprawiły, że niezbędna stała się natychmiastowa amputacja lewej kończyny na wysokości poniżej kolana. Zabiegu dokonano 4 marca 2008 roku w szpitalu w Oslo.
W 2014 roku wystartował na igrzyskach paraolimpijskich w Soczi, zdobywając srebrne medale w supergigancie i superkombinacji osób stojących.

## Osiągnięcia

### Zimowe Igrzyska Paraolimpijskie 2014
- Narciarstwo alpejskie – superkombinacja osób stojących
- Narciarstwo alpejskie – supergigant osób stojących

### Mistrzostwa świata juniorów
| Miejsce | Dzień     | Rok  | Miejscowość | Konkurencja | Czas biegu | Strata | Zwycięzca          |
| ------- | --------- | ---- | ----------- | ----------- | ---------- | ------ | ------------------ |
| 8.      | 21 lutego | 2000 | Québec      | Zjazd       | 1:10,77    | +1,20  | Thomas Graggaber   |
| 2.      | 25 lutego | 2000 | Québec      | Slalom      | 1:52,95    | +0,54  | Daniel Défago      |
| 9.      | 26 lutego | 2000 | Québec      | Gigant      | 1:52,09    | +0,93  | Georg Streitberger |

### Puchar Świata

#### Miejsca w klasyfikacji generalnej
- sezon 2004/2005: 80.
- sezon 2005/2006: 54.
- sezon 2006/2007: 63.
- sezon 2007/2008: 65.

#### Miejsca na podium w zawodach
1. Beaver Creek – 1 grudnia 2005 (supergigant) – 3. miejsce